# Улица Лебедева (Москва)
У́лица Ле́бедева — улица в Западном административном округе города Москвы на территории района Раменки, в микрорайоне Ленинские горы.

## История
Улица получила своё название 30 марта 1956 года в память физика Петра Николаевича Лебедева (1866—1912).

## Расположение

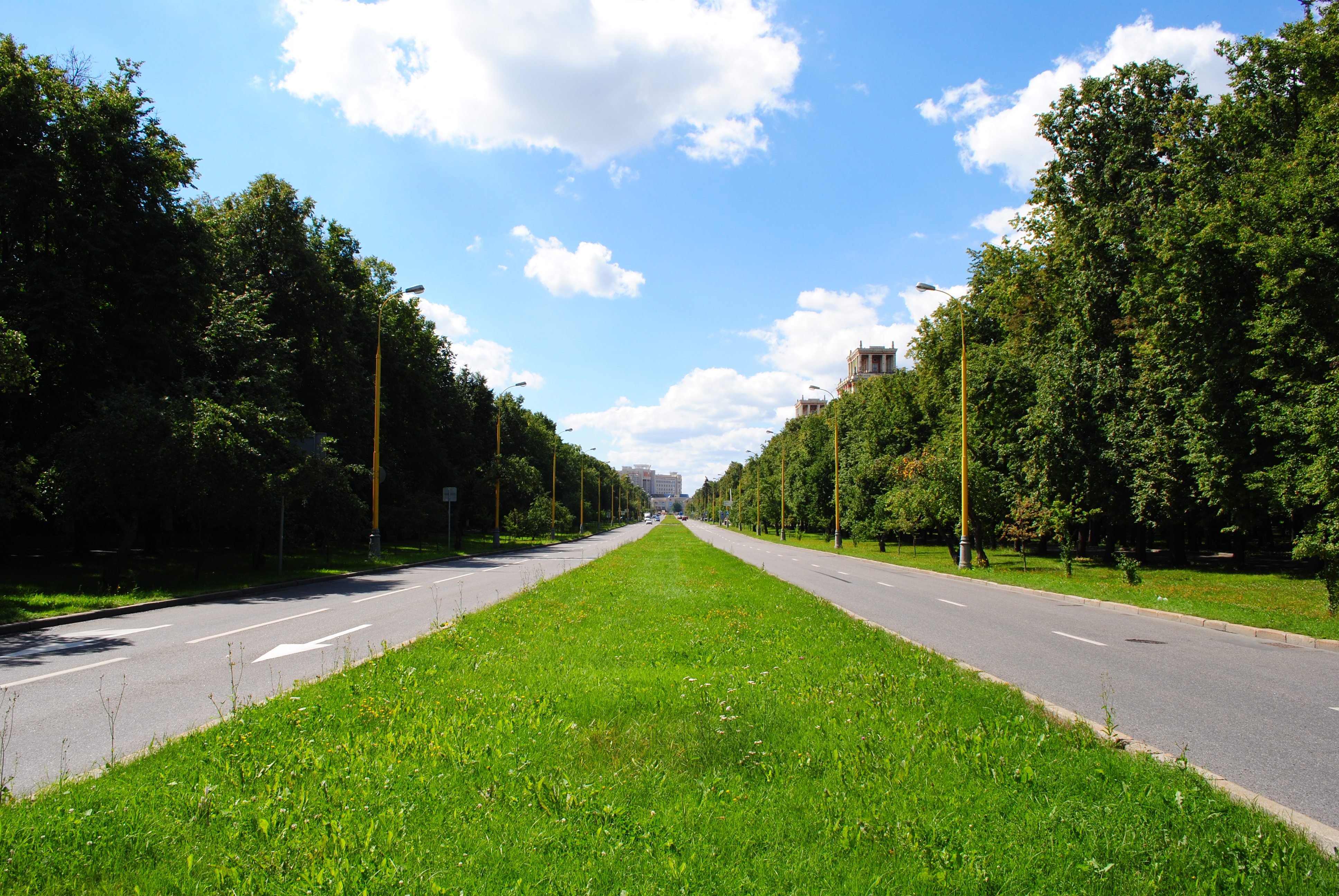
Улица Лебедева (вид от Университетского проспекта в сторону улицы Академика Самарского)

Улица Лебедева проходит от Ломоносовского проспекта до Университетского проспекта параллельно проспекту Вернадского, пересекая улицу Академика Хохлова. Движение по улице ограничено, поскольку она находится на территории МГУ имени М. В. Ломоносова.

## Примечательные здания и сооружения
Улица примыкает к зданию физического факультета МГУ имени М. В. Ломоносова, перед которым в 1953 году был установлен памятник П. Н. Лебедеву.

## Транспорт

### Автобус
- 1, 113, 119, 661: от улицы Академика Хохлова до Ломоносовского проспекта и обратно
- 464: от Университетского проспекта до улицы Академика Хохлова
- 57: от улицы Академика Хохлова до Университетского проспекта и обратно
- 111: от улицы Академика Хохлова до Университетского проспекта и от Университетского проспекта до Ломоносовского проспекта

### Метро
- Станция метро «Университет» Сокольнической линии — южнее улицы, на пересечении проспекта Вернадского и Ломоносовского проспекта